# Hotel Belona
Hotel Belona este un monument istoric aflat în Eforie Nord, operă a arhitectului G. M. Cantacuzino.